# Savalia lucifica
Savalia lucifica is een Zoanthideasoort uit de familie van de Parazoanthidae. De wetenschappelijke naam van de soort is voor het eerst geldig gepubliceerd in 1960 door Cutress C.E. & Pequegnat W.E..